# Planet of the Couches
Pour plus de détails, voir Fiche technique et Distribution.
Planet of the Couches est un court métrage d'animation américain mettant en vedette Homer Simpson de la série télévisée d'animation Les Simpson.

## Distribution
- Dan Castellaneta : Homer Simpson et Abraham Simpson
- Hank Azaria : Moe Szyslak et le vendeur de BD
- Maurice LaMarche : Hedonismbot
- Nancy Cartwright : Bart Simpson et Ralph Wiggum
- Yeardley Smith : Lisa Simpson